# Földes Dénes
Földes Dénes (Mosonmagyaróvár, 1943. augusztus 5. – Győr, 2012. január 4.) labdarúgó, kapus.

## Pályafutása
1969 és 1978 között volt a Rába ETO labdarúgója. 164 élvonalbeli mérkőzésen szerepelt győri színekben. 1973–74-ben tagja volt a bajnoki bronzérmes csapatnak. A következő idényben az UEFA-kupában játszotta egyik emlékezetes mérkőzését 1974. október 2-án a Lokomotív Plovdiv ellen, ahol a mindkét csapat 3-1-re győzött a hazai meccsén, így tizenegyesek döntötték el a továbbjutást. Földes két büntető is kivédett, így a Rába ETO jutott a második fordulóba.

## Sikerei, díjai
- Magyar bajnokság
  - 3.: 1973–74